# Vallée de la Töss
 (juin 2025).

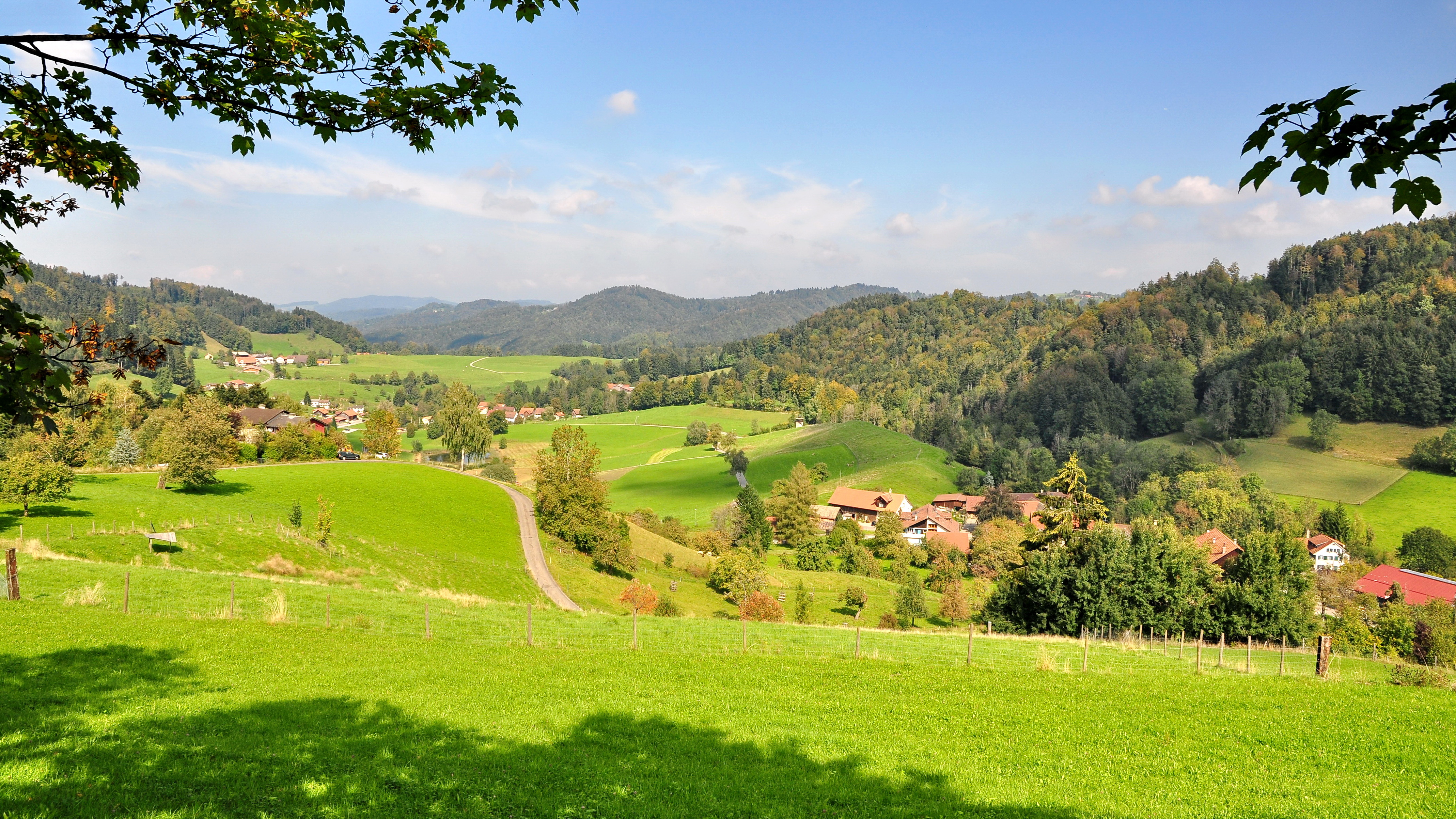
Vallée de la Töss à Bäretswil

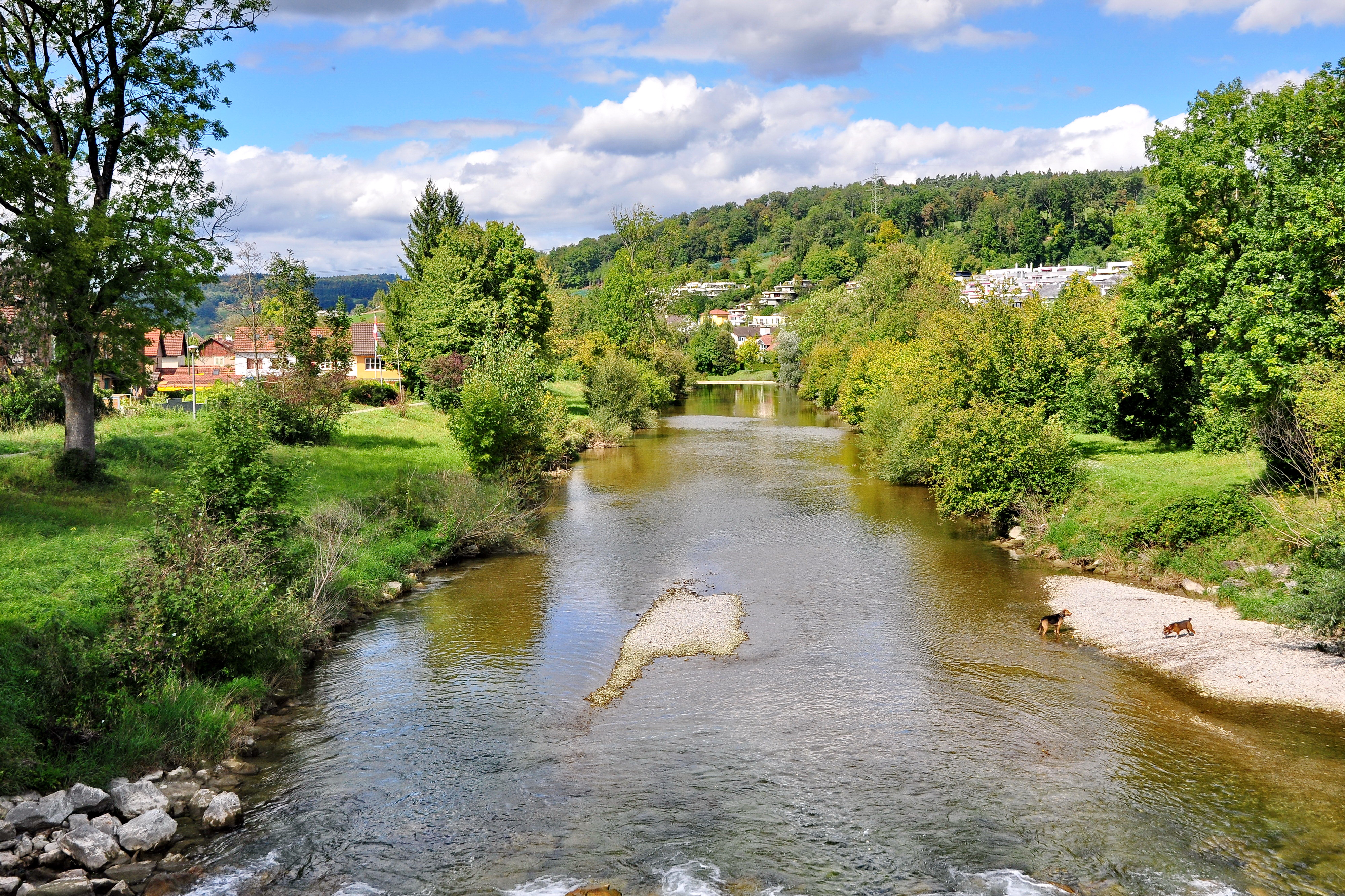
Winterthour-Wülflingen

La vallée de la Töss, en allemand Tösstal, est une vallée et une région du canton de Zurich en Suisse.

## Géographie
En général, Tösstal est le nom donné à la partie haute de la vallée de la Töss, c'est-à-dire qu'il n'inclut que la vallée située au sud ouest de la ville de Winterthour. La rivière Töss prend sa source sur la montagne Tössstock (1 154 mètres d'altitude) et traverse les villages de Steg, Lipperschwändi et Wellenau (villages du Fischenthal), Bauma, Juckern, Blitterswil, Saland, Tablat, Wila, Turbenthal, Zell, Rikon im Tösstall, Kollbrunn et Sennhof dans les environs de Winterthour.
La partie basse de la vallée se situe à l'ouest de Winterthour, dans l'Oberland et l'Unterland zurichois. Elle comprend les quartiers de Winterthour appelé Töss et Wülflingen, les communes de Neftenbach, Pfungen, Dättlikon, Embrach, Rorbas, Freienstein et Teufen où la rivière Töss rejoint le Rhin à Tössegg.

## Référence
- (en) Cet article est partiellement ou en totalité issu de l’article de Wikipédia en anglais intitulé « Töss Valley » (voir la liste des auteurs).